# Folketingsår
Et folketingsår er den periode, der normalt begynder med Folketingets åbning den første tirsdag i oktober kl. 12 og afsluttes samme tidspunkt det efterfølgende år. I realiteten afsluttes Folketingsåret dog midt i juni, hvor Folketinget går på sommerferie. I ikke-valgår udgør folketingsåret tillige en folketingssamling.
Hvis der imidlertid har været afholdt folketingsvalg, deles folketingsåret op i to samlinger. Den først samling omfatter folketingsåret indtil det nyvalgte Folketing træder sammen. Den anden samling omfatter folketingsåret efter det nyvalgte ting er trådt sammen.
Selv om Folketinget har sommerferie fra juni til oktober, kan tinget træde ekstraordinært sammen i ferieperioden hvis der er brug derfor. Derudover afholdes altid et møde i begyndelsen af september med 1. behandling af det kommende kalenderårs finanslov.